# Чечил
Чечил (також у написанні «чечіл, чечіль, чечель», вірм. Չեչիլ) — фігурний волокнистий розсільний витяжний сир вірменського походження, проміжний місце між сичужним та кисломолочним сирами. Іноді його відносять до групи сирів типу сулугуні. Випускається у вигляді щільних волокнистих по структурі товстих або тонких ниток, зібраних в тугий пучок або згорнутих в перев'язані джгути, іноді у формі косички або клубка, часто в копченому вигляді. Промислово виробляється в основному на пострадянському просторі, але також відомий і в країнах з вірменськими громадами.
Має гострий кисломолочний смак, солоність помірна (4—8 % кухонної солі), колір у некопчених варіантів — від білого до ледь жовтого. Масова частка жиру в сухій речовині — до 10 %, вологість — не більше 60 %.
Виготовляється зі знежиреного коров'ячого, овечого, козячого молока або їх суміші — в сучасному молочарстві в основному використовується нежирне коров'яче молоко. Для приготування спочатку в скисле молоко (кислотністю 45 — 50 °T для коров'ячого і 100—110 °T для овечого) додається сичужний фермент або пепсин, суміш витримують протягом 5—10 хвилин при температурі 38—40 °C, а як тільки утворюється згусток — масу при помішуванні нагрівають до 48—54 °C. Утворені при згортанні великі пластівці легко зліплюються вручну, їх відділяють від сироватки і формують на обробному столі у вигляді товстих або тонких довгих ниток або дугоподібної стрічки. При промисловому виробництві використовуються спеціальні апарати: сировиготовлювачі, в яких утворюється і розрізається згусток, відділювачі сироватки, а також формовно-шнековий апарат, в якому відбувається дроблення сирного зерна, вимішування маси, витягування волокон, нагрівання, плавлення і формування кінцевого вигляду продукту. Після охолодження отримані нитки згортають в пучки або джгути необхідної маси і форми, обмивають холодною водою і переносяться в розсіл концентрацією 16—19 %. На заводах вже через 1—2 доби продукт фасується в герметичну упаковку і направляється на реалізацію, при традиційному кустарному приготуванні отриманий сир зберігається протягом усього терміну в розсолі або в суміші з сиром та іншими сирами в глечиках і овечих бурдюках.
На відміну від більшості сичужних сирів, у яких процеси дозрівання протікають тривалий термін і характеризуються різноспрямованою зміною мікрофлори, при дозріванні чечилу найбільша кількість мікроорганізмів спостерігається через добу, після чого їх кількість і активність швидко знижується, і вже на 20-ту добу мікробіологічні процеси в сирі практично припиняються; такий характер кривої дозрівання пояснюється досить високою кислотністю сирної маси, швидким її охолодженням і швидким просолюванням. В процесі дозрівання чечилу домінує Lactobacillus casei, тоді як для сичужних сирів характерне переважання лактококів.
Собівартість виробництва відносно невисока за рахунок недорогої сировини, короткого циклу і відносної простоти технології приготування; з появою недорогих автоматизованих ліній для виробництва фігурних сирів в кінці 1990-х — початку 2000-х років у країнах СНД відбувся бум виробництва чечилу, а серед підприємств, що освоїли виробництво чечилу в помітних обсягах в цей період, відзначаються Гіагінський (Адигея) і Рузаєвський (Мордовія) молочні заводи. Завдяки впізнаваності вигляду цього сорту сиру, виробники використовують назву «чечил» для інших фігурних сирів, які нарізають на нитки або «спагеті» і згортають в джгути і косички.